# إدوارد س. تايلور
إدوارد س. تايلور (بالإنجليزية: Edward Curtis Taylor)‏ هو كيميائي أمريكي، ولد في 3 أغسطس 1923 في سبرينغفيلد في الولايات المتحدة، وتوفي في 22 نوفمبر 2017 في سانت بول في الولايات المتحدة.